# Vinton (Ohio)
Vinton és una població dels Estats Units a l'estat d'Ohio. Segons el cens del 2000 tenia 324 habitants.

## Demografia
Segons el cens del 2000, Vinton tenia 324 habitants, 123 habitatges, i 91 famílies. La densitat de població era de 111,7 habitants per km².
Dels 123 habitatges en un 35% hi vivien nens de menys de 18 anys, en un 61,8% hi vivien parelles casades, en un 10,6% dones solteres, i en un 26% no eren unitats familiars. En el 22,8% dels habitatges hi vivien persones soles el 13,8% de les quals corresponia a persones de 65 anys o més que vivien soles. El nombre mitjà de persones vivint en cada habitatge era de 2,63 i el nombre mitjà de persones que vivien en cada família era de 3,11.
Per edats la població es repartia de la següent manera: un 26,9% tenia menys de 18 anys, un 8,6% entre 18 i 24, un 25,9% entre 25 i 44, un 25% de 45 a 60 i un 13,6% 65 anys o més.
L'edat mediana era de 39 anys. Per cada 100 dones de 18 o més anys hi havia 97,5 homes.
La renda mediana per habitatge era de 25.417 $ i la renda mediana per família de 33.250 $. Els homes tenien una renda mediana de 37.250 $ mentre que les dones 20.833 $. La renda per capita de la població era de 13.836 $. Aproximadament el 17,9% de les famílies i el 16,4% de la població estaven per davall del llindar de pobresa.

## Poblacions més properes
El següent diagrama mostra les poblacions més properes.